# Placa de titulação

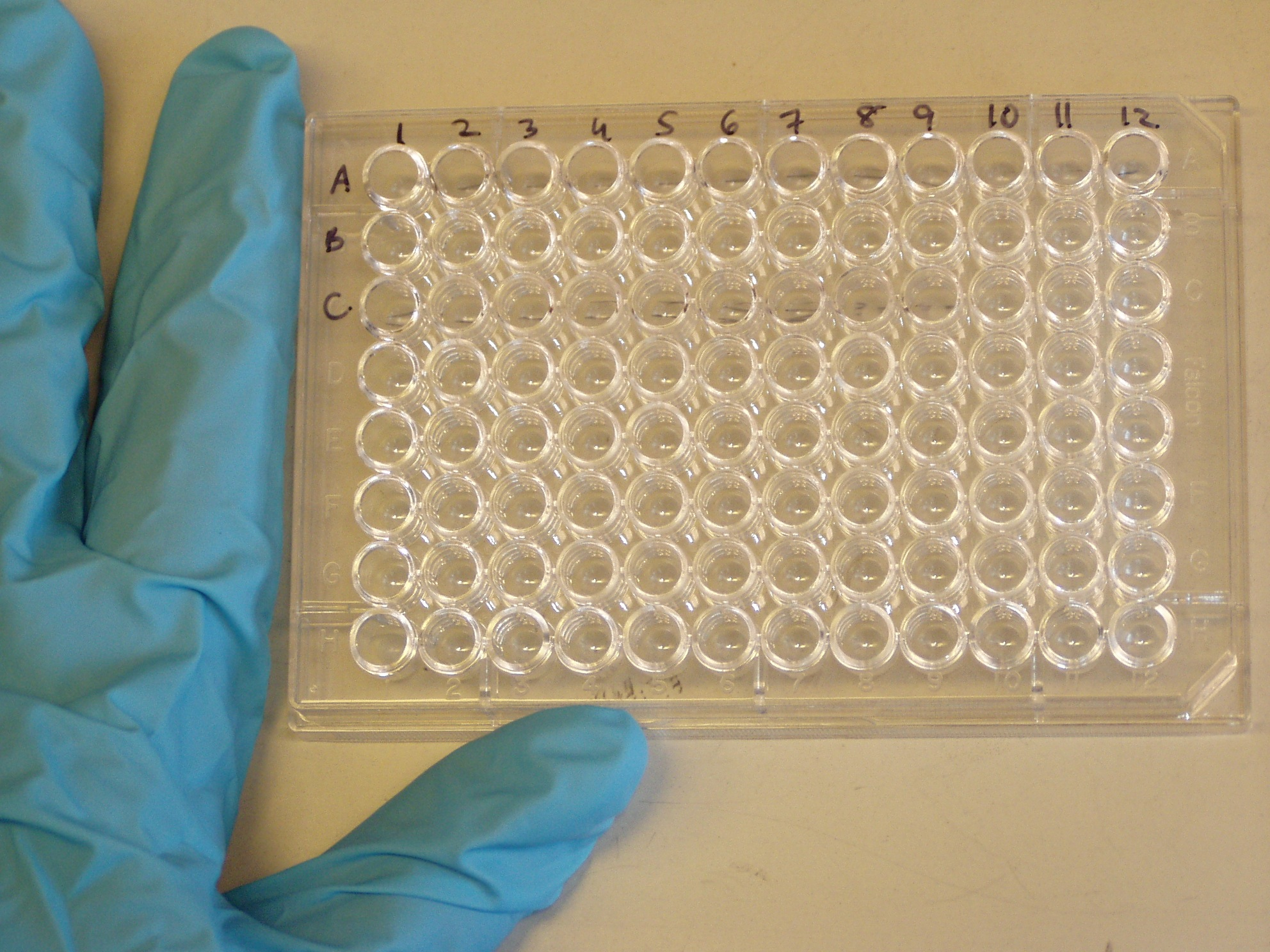
Uma placa de microtitulação de 96 "poços". Esta placa é usada para o teste ELISA.

Uma placa de titulação (ou de microtitulação) ou ainda microplaca é uma placa plana com múltiplos "poços", "vasos" ou ainda "células" ou "celas" usados cada um como pequenos tubos de ensaio. Estes vasos possuem fundos confecionados no formato plano ("chato"), arredondado ("U") e cônico ("V").
São fabricadas normalmente em poliestireno incolor. Tipicamente possuem 6, 24, 96 e até 1536 "vasos" dispostos numa matriz retangular 2:3. Algumas microplacas têm sido manufaturadas com 3456 ou até 9600 vasos. Cada vaso de uma microplaca pode conter volumes entre dezenas de nanolitros a alguns mililitros de líquido. Os vasos podem ser confeccionados no formato circular ou quadrado.

## Usos
As microplacas de titulação têm sido uma ferramenta padrão em procedimentos em laboratórios de pesquisa analítica e diagnóstico clínico. Um uso muito comum é no teste imunoenzimático ELISA (do inglês Enzyme Linked Immuno Sorbent Assay, imunoensaio de absorção por acoplamento enzimático), a base do mais moderno diagnóstico médico em humanos e outros animais.
Elas também podem ser usadas para conter pós secos ou ainda como suportes (estantes) de tubos de ensaio de diversos tamanhos, incluindo os típicos "microtubos" plásticos usados em pesquisa em biologia e diagnóstico, especialmente nos tamanhos de vasos maiores nas placas. Para aplicações de estocagem de compostos, vasos quadrados com tampas de fechamento em silicone são preferidas.
Microplacas podem ser estocadas a baixas temperaturas por longos períodos de tempo, podem ser aquecidas para aumentar a taxa de evaporação de solventes de seus vasos e podem ser fechadas com aplicação de calor sobre filmes plásticos.
Microplacas com uma camada de material filtrante foram desenvolvidas no início dos anos 1990 por diversas empresas, e em 1992, a primeira microplaca para extração em fase sólida (SPE, do inglês Solid Phase Extraction) foi lançada pela empresa Porvair Sciences. Esta cromatografia de coluna simples permite ser realizada pela primeira vez em uma impressão na microplaca. Hoje existem microplacas para apenas praticamente qualquer aplicação em pesquisa científica sobre a vida que envolva filtragem, separação, detecção ótica, estocagem, mistura em reações ou cultura de células.
Seu uso é sempre associado em imonoensaios e titulações diversas com as micropipetas, sendo que estas e seus repipetadores são construídos já para permitirem trabalhos em série, linha por linha ou coluna por culuna das matrizes da microplacas..
São fabricados e comercializados lavadores elétricos e automáticos para as microplacas.